# Андорра на Олімпійських іграх
Андорра брала участь в 9-ти літніх та в 9-ти зимових Олімпійських іграх, починаючи з 1976 року. Спортсмени цієї країни ніколи не завойовували Олімпійських медалей. Олімпійський комітет Андорри був створений 1971 року і 1975 року був визнаний МОК.